# WS2B
WS2B هوَ جين مُرتبط بمتلازمة واردينبيرغ.